# Лебяжье-Асаново
Лебяжье-Асаново — деревня в Юргинском районе Кемеровской области России. Административный центр Лебяжье-Асановского сельского поселения.

## География
Деревня находится в северо-западной части области, на левом берегу реки Лебяжья, на расстоянии примерно 10 километров (по прямой) к западу-северо-западу (WNW) от районного центра города Юрга. Абсолютная высота — 136 метров над уровнем моря.
Часовой пояс
Деревня Лебяжье-Асаново, как и вся Кемеровская область, находится в часовой зоне МСК+4. Смещение применяемого времени относительно UTC составляет +7:00.

## История
Основано в 1671 году. В «Списке населенных мест Российской империи» 1868 года издания населённый пункт упомянут как заводская деревня Асанова (Осанова, Осинова) Томского округа (1-го участка) при речке Лебяжей, расположенная в 82 верстах от окружного центра Томска. В деревне имелось 34 двора и проживало 186 человек (83 мужчины и 103 женщины).
В 1911 году в деревне Лебяжья, входившей в состав Тутальской волости Томского уезда, имелось 118 дворов и проживало 694 человека (348 мужчин и 346 женщин). Действовали две кузницы, мануфактурная и две мелочные лавки.
По данным 1926 года имелось 190 хозяйств и проживало 925 человек (в основном — русские). В административном отношении село являлось центром Лебяжье-Асановского сельсовета Болотнинского района Томского округа Сибирского края.

## Население
| 2010 |
| ---- |
| 477  |

Половой состав
По данным Всероссийской переписи населения 2010 года в гендерной структуре населения мужчины составляли 48 %, женщины — соответственно 52 %.
Национальный состав
Согласно результатам переписи 2002 года, в национальной структуре населения русские составляли 94 % из 554 чел.

## Улицы
Уличная сеть деревни состоит из шести улиц и одного переулка.